# Gagge (udde)
Gagge är en udde i Antarktis. Den ligger i Västantarktis. Argentina, Chile och Storbritannien gör anspråk på området.
Terrängen inåt land är mycket platt.  Trakten är obefolkad. Det finns inga samhällen i närheten.
Udden är uppkallad efter den Amerikanska fysiologen Adolph Pharo Gagge. 